# 국제천문연맹
국제천문연맹(國際天文聯盟, 영어: International Astronomical Union IAU, 프랑스어: Union astronomique internationale UAI)은 천문학의 박사 학위를 가진 천문학자들이 모인 국제적 협회로, 천체(항성, 행성, 소행성 등)의 명칭을 부여하는 국제적으로 인정된 기관의 역할을 하고 있다.
국제천문연맹은 국제과학협의회의 회원으로, 목적은 국제 협력을 통해 천문학을 촉진 및 보호하는 것이다. 본 기관은 파리 14구에 있다.
국제천문연맹은 다수의 실무단으로 이루어져 있다. 예시로 행성 지명을 관리하는 행성계 명명 실무단(WGPSN), 항성 명칭을 관리하는 항성명 실무단(WGSN)이 있다. 천문학 중앙 전보국의 체계 또한 연맹의 관리 하에 있으며, 소행성체 센터 또한 하위 기관으로서 태양계 내 소행성체에 대한 정보를 맡는 역할을 한다. 유성우 명명 실무단 및 유성우 데이터 센터는 유성우의 명칭을 관리한다.

## 역사
국제천문연맹은 1919년 7월 28일 벨기에 브뤼셀에서 개최되었던 국제연구협의회(국제과학협의회)의 회의에서 결성되었다. 국제천문연맹의 두 하위 기관, 국제시보위원회와 국제 천문학 중앙 전보국 또한 여기서 같이 결성되었다. 최초의 회원국은 벨기에, 캐나다, 프랑스, 영국, 그리스, 일본, 미국이었다. 32개의 위원회(당시 상임위원회)가 브뤼셀 회의에서 결성되었고 상대성 이론부터 소행성체까지 다양한 주제에 초점을 맞추었다. 32개 위원회의 보고서는 1922년 5월 2-10일 이탈리아 로마에서 열린 1차 총회의 주제였다. 국제천문연맹은 1차 세계대전 종류 이후 결성되기는 했지만, 그 이전부터 국제적 천문학 협력은 강했다.
국제천문연맹의 처음 50년은 기록이 잘 남아있으며, 그 이후의 역사는 과거 IAU 총장 및 서기장의 회고록 형식으로 기록된다.

## 구성

국제천문연맹은 82개국에 회원 기관이 있으며, 국가 회원으로 분류한다.

2019년 8월 1일 기준 국제천문연맹에는 102개국의 개인 회원 13,701명이 있으며, 전 총장 실비아 토레스-페임베르트를 포함해 18.3%가 여성이다. 회원 중에는 82개의 "국가 회원"이 있으며, 이는 해당 국가와 국제천문연맹 간의 가맹을 대표하는 학술적인 천문학 기관이다.
국제천문연맹의 주권체는 총회(General Assembly)로, 모든 회원이 포함된다. 총회에서는 연맹의 정책을 결정하고 연맹의 규칙(및 이와 관련한 개정안)을 승인하며 각종 위원회를 선출한다. 투표권은 상정된 현안에 따라서 다르며, 국제천문연맹 규정에는 두 경우로 나눠서 처리한다고 명시되어 있다.
- 주로 과학적인 문제(집행위원회에서 결정)의 경우에는 모든 개인 회원으로 투표권이 제한되며,
- 다른 문제(규정 개정 등 절차상의 문제)의 경우에는 국가 회원의 대표자로 투표권이 제한된다.

두 번째에 속하는 예산 문제는 국가별 참여 정도에 따라 표가 달라진다. 표결이 유효하기 위해서는 최소 3분의 2 이상의 국가 회원이 참석해야 하며, 의결을 위해서는 과반수가 필요하며 규정 개정은 3분의 2 이상의 찬성이 필요하다.

### 회원국 목록

#### 남아메리카
- 베네수엘라
- 볼리비아 (유보)
- 브라질
- 아르헨티나
- 우루과이 (참관국)
- 칠레
- 콜롬비아
- 페루 (유보)

#### 북아메리카
- 멕시코
- 미국
- 온두라스 (과도)
- 캐나다
- 코스타리카 (과도)
- 파나마 (과도)

#### 아시아
- 대한민국
- 레바논 (과도)
- 말레이시아
- 몽골 (과도)
- 베트남 (과도)
- 사우디아라비아 (유보)
- 시리아 (참관국)
- 아랍에미리트
- 아르메니아
- 요르단
- 이란 (유보)
- 이스라엘
- 인도
- 인도네시아
- 일본
- 조선민주주의인민공화국 (과도)
- 조지아 (유보)
- 중국, 난징[12]
- 중국, 타이베이[12]
- 카자흐스탄
- 키프로스
- 타지키스탄
- 태국
- 튀르키예
- 필리핀

#### 아프리카
- 가나
- 나이지리아
- 남아프리카 공화국
- 마다가스카르 (참관국)
- 모로코 (참관국)
- 모잠비크 (참관국)
- 알제리
- 에티오피아
- 이집트

#### 유럽
- 그리스
- 네덜란드
- 노르웨이
- 덴마크
- 독일
- 라트비아
- 러시아 연방
- 루마니아
- 리투아니아
- 바티칸 시국
- 벨기에
- 불가리아
- 세르비아
- 스웨덴
- 스위스
- 스페인
- 슬로바키아
- 슬로베니아
- 아이슬란드
- 아일랜드
- 에스토니아
- 영국
- 오스트리아
- 우크라이나
- 이탈리아
- 체코
- 크로아티아
- 포르투갈
- 폴란드
- 프랑스
- 핀란드
- 헝가리

#### 오세아니아
- 오스트레일리아
- 뉴질랜드

### 탈퇴한 회원국
- 북마케도니아
- 아제르바이잔
- 우즈베키스탄
- 쿠바

## 총회
1922년부터 국제천문연맹은 3년마다 총회를 개최하며, 1938년부터 1948년까지는 2차 세계대전으로 인해 중단되었다. 1967년 폴란드의 요청 및 당시 총장의 결정을 통해, 1973년 니콜라우스 코페르니쿠스의 출생 500주년을 기념하여 폴란드 바르샤바에서 "비정기 국제천문연맹 총회"가 개최되었다. 얼마 지나지 않아 오스트레일리아 시드니에서 1973년 정식 총회가 개체되었다.
| 총회                     | 연도 | 개최지                      |
| ------------------------ | ---- | --------------------------- |
| I차 IAU 총회 (1차)       | 1922 | 이탈리아 로마               |
| II차 IAU 총회 (2차)      | 1925 | 영국 케임브리지             |
| III차 IAU 총회 (3차)     | 1928 | 네덜란드 레이던             |
| IV차 IAU 총회 (4차)      | 1932 | 미국 케임브리지             |
| V차 IAU 총회 (5차)       | 1935 | 프랑스 파리                 |
| VI차 IAU 총회 (6차)      | 1938 | 스웨덴 스톡홀름             |
| VII차 IAU 총회 (7차)     | 1948 | 스위스 취리히               |
| VIII차 IAU 총회 (8차)    | 1952 | 이탈리아 로마               |
| IX차 IAU 총회 (9차)      | 1955 | 아일랜드 더블린             |
| X차 IAU 총회 (10차)      | 1958 | 소련 모스크바               |
| XI차 IAU 총회 (11차)     | 1961 | 미국 버클리                 |
| XII차 IAU 총회 (12차)    | 1964 | 서독 함부르크               |
| XIII차 IAU 총회 (13차)   | 1967 | 체코슬로바키아 프라하       |
| XIV차 IAU 총회 (14차)    | 1970 | 영국 브라이턴               |
| XV차 IAU 총회 (15차)     | 1973 | 오스트레일리아 시드니       |
| XVI차 IAU 총회 (16차)    | 1976 | 프랑스 그르노블             |
| XVII차 IAU 총회 (17차)   | 1979 | 캐나다 몬트리올             |
| XVIII차 IAU 총회 (18차)  | 1982 | 그리스 파트라               |
| XIX차 IAU 총회 (19차)    | 1985 | 인도 뉴델리                 |
| XX차 IAU 총회 (20차)     | 1988 | 미국 볼티모어               |
| XXI차 IAU 총회 (21차)    | 1991 | 아르헨티나 부에노스아이레스 |
| XXII차 IAU 총회 (22차)   | 1994 | 네덜란드 헤이그             |
| XXIII차 IAU 총회 (23차)  | 1997 | 일본 교토                   |
| XXIV차 IAU 총회 (24차)   | 2000 | 영국 맨체스터               |
| XXV차 IAU 총회 (25차)    | 2003 | 오스트레일리아 시드니       |
| XXVI차 IAU 총회 (26차)   | 2006 | 체코 프라하                 |
| XXVII차 IAU 총회 (27차)  | 2009 | 브라질 리우데자네이루       |
| XXVIII차 IAU 총회 (28차) | 2012 | 중국 베이징                 |
| XXIX차 IAU 총회 (29차)   | 2015 | 미국 호놀룰루               |
| XXX차 IAU 총회 (30차)    | 2018 | 오스트리아 빈               |
| XXXI차 IAU 총회 (31차)   | 2022 | 한국 부산                   |
| XXXII차 IAU 총회 (32차)  | 2024 | 남아프리카 케이프타운       |

## 국제천문연맹 총장 목록
출처
| - (1919–1922) 벤자미 바일라우 - (1922–1925) 윌리엄 캠벨 - (1925–1928) 빌럼 더 시터르 - (1928–1932) 프랭크 다이슨 - (1932–1935) 프랭크 슐레징거 - (1935–1938) 에니스트 에스클라나군 - (1938–1944) 아서 스탠리 에딩턴 - (1944–1948) 해럴드 존스 - (1948–1952) 베르틸 린드블라드 - (1952–1955) 오토 스트루베 - (1955–1958) 안드레-루이 다주 |  | - (1958–1961) 얀 오르트 - (1961–1964) 빅토르 암바르추먄 - (1964–1967) 폴 스윙그스 - (1967–1970) 오토 헤크만 - (1970–1973) 벵트 스트룀그렌 - (1973–1976) 레오 골드버그 - (1976–1979) 아드리안 블라우 - (1979–1982) 바이누 바푸 - (1982–1985) 로버트 한버리 브라운 - (1985–1988) 호르헤 사아데 - (1988–1991) 고자이 요시히데 |  | - (1991–1994) 알렉산드르 보야르추크 - (1994–1997) 로데베이크 볼티어르 - (1997–2000) 로버트 크래프트 - (2000–2003) 프란코 파치니 - (2003–2006) 로날드 에커스 - (2006–2009) 카트린 시사스키 - (2009–2012) 로버트 윌리엄스 - (2012–2015) 가이후 노리오 - (2015–2018) 실비아 토레스-페임베르트 - (2018–2021) 에비너 판 디스훅 - (2021–현재) 데브라 엘메그린 |

## 46번 위원회: 천문학 교육
46번 위원회는 국제천문연맹 집행위원회 하위의 위원회로, 정부 및 과학 학회와 천문학 발전에 대해 논의하는 역할을 맡고 있다. 간혹 국가에 국제천문연맹 가입을 권유하기도 하며, 천문학 교육의 개발, 정보 개선을 모색한다.

## 출판물

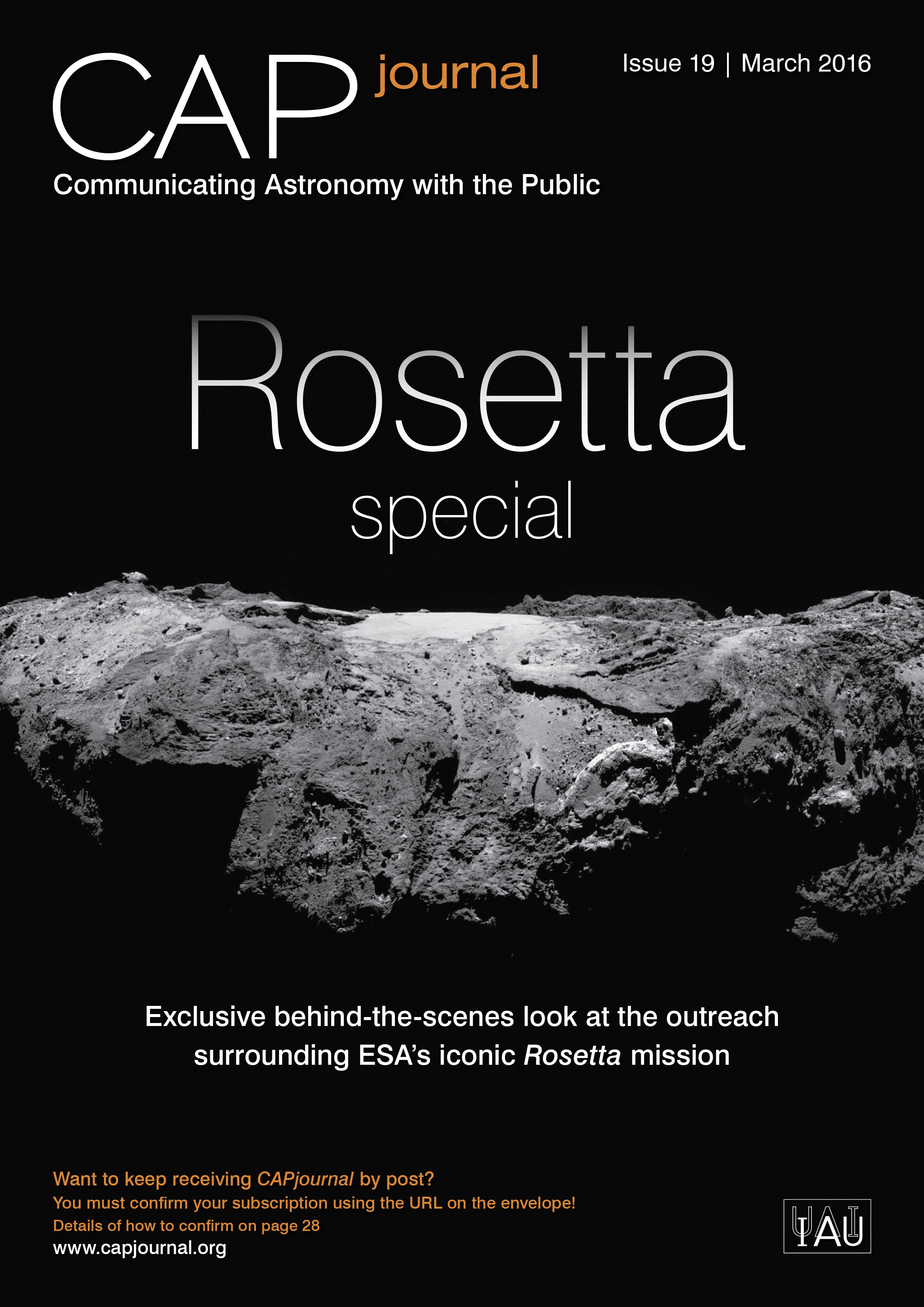
2016년 3월 19일 판 CAP 저널의 표지.

2004년 국제천문연맹은 케임브리지 대학교 출판부와 계약을 맺어 "국제천문연맹 회보"를 발간했다.
2007년부터 국제천문연맹 내 대중과의 천문학 소통 실무단에서는 "대중과의 천문학 소통 저널"(Communicating Astronomy with the Public Journal, CAP 저널)을 발간했다.

## 같이 보기
- 국제천문연맹의 행성의 정의